# Djebel Irhoud
Djebel Irhoud, Jebel Ighoud ou Adrar Ighud (em árabe: جبل إيغود; em berbere: ⴰⴷⵔⴰⵔ ⵉⵖⵓⴷ) é um sítio arqueológico localizado junto à aldeia homônima, cerca de 100 km a oeste de Marraquexe, 80 km a sudeste de Safim e 45 km a noroeste de Chichaoua, no Marrocos. É notável pelos fósseis de hominídeos que foram encontrados lá desde a descoberta do sítio em 1960. Originalmente os pesquisadores consideraram que os espécimes eram neandertais, mas desde então passaram a ser classificados como Homo sapiens e de mais de 300 000 anos. Se isto estiver correto, os torna os mais antigos restos fósseis conhecidos do Homo sapiens na Terra.

## Características do sítio
O local é remanescente de uma caverna formada por dissolução preenchida com 8 metros de depósito de sedimentos do Pleistoceno, situada no lado leste de um afloramento cárstico de calcário.  A caverna de Jebel Irhoud foi notada em 1961 durante uma perfuração de galeria de mina para a exploração de barita pela Société Marocaine des Mines et Produits Chimiques.   
A equipe de Émile Ennouchi identificou os restos de aproximadamente 30 espécies de mamíferos, alguns dos quais são associados ao Pleistoceno Médio, mas a proveniência estratigráfica é desconhecida. Enquanto continuava seus trabalhos, ele permitiu que o arqueólogo francês Jacques Tixier realizasse duas curtas campanhas de escavação em um setor delimitado: 23 dias em abril de 1967 e 19 dias em janeiro-fevereiro de 1969, durante as quais R. de Bayle des Hermens compareceu para ajudá-lo por 25 dias. 22 camadas foram identificadas na caverna. Descobriu-se que as 13 camadas inferiores continham sinais de habitação humana, incluindo uma indústria de ferramentas classificada como Levallois Mousteriana.  

## Fósseis humanos
Um crânio quase completo, Irhoud 1, foi acidentalmente descoberto em 1961 por Ennouchi, o que levou a escavações que revelaram uma caixa craniana adulta, Irhoud 2, e uma mandíbula imatura, Irhoud 3, um eixo umeral imaturo (Hublin, 1987), um ílio imaturo (Tixier, 2001) e um fragmento de mandíbula (Amani, 1993), associados a abundantes restos faunísticos e à tecnologia de ferramentas de pedra Levallois. Embora todos esses restos humanos tenham sido relatados como provenientes do fundo dos depósitos arqueológicos, apenas a localização precisa do eixo umeral foi registrada. 
Novas escavações em Irhoud a partir de 2004 permitiram a recuperação de material arqueológico in situ e o estabelecimento de uma cronologia precisa dos depósitos, que são muito mais antigos do que se pensava anteriormente. A escavação revelou uma nova série de restos de hominídeos, incluindo um crânio adulto, Irhoud 10, composto por uma caixa craniana distorcida e fragmentos da face, uma mandíbula adulta quase completa, Irhoud 11, uma maxila, vários elementos pós-cranianos e abundante material dental.
Após diferentes datações, a mais recente realizada por meio de termoluminescência indicou que ferramentas encontradas no local datavam de 315±34 ka, e o molar Irhoud 3 datava de 286±32 ka. Uma tentativa de extração de DNA antigo dos fósseis foi realizada, mas a equipe de Hublin não teve sucesso na utilização dessa técnica, que teria corroborado com a datação precisa e na indicação de pertencimento do espécime dentro da linhagem humana. 

### Morfologia dos fósseis
A morfologia dos fósseis humanos encontrados em Djebel Irhoud é bastante semelhante àquela de humanos anatomicamente modernos, especialmente em relação à sua arcada dentária e características faciais, Irhoud 2 e 3, por exemplo, possuem torus supraorbitais pouco proeminentes, se aproximando de características morfológicas recentes.  A arcada dentária aproxima os fósseis de Irhoud de Homo sapiens modernos, em relação a outras espécies de homnínios e neandertais, porém com mosaicismo de características que os aproxima mais ou menos de humanos anatomicamente modernos.  
O formato do crânio é uma característica que distancia os fósseis de Irhoud do humano anatomicamente moderno. Diferente do formato globular da caixa craniana de Homo sapiens contemporâneos, o observado nos fósseis é mais alongado, semelhante ao de outros fósseis de humanos mais arcaicos. Essa característica reflete o formato do cérebro, indicando que o formato e tamanho (e potencialmente função) atuais do encéfalo foram estabelecidos mais recentemente na evolução humana em relação a características morfológicas faciais.  

### Impacto da descoberta
A interpretação dos hominínios de Irhoud foi há muito tempo complicada devido à incertezas acerca da sua idade geológica. Inicialmente, foi-se considerado que os fragmentos eram de uma forma africana de neandertais, com cerca de 40.000 anos, no entanto, evidências de fauna e microfauna presentes no sítio posteriormente corroboraram com a ideia de uma datação no período Pleistoceno Médio (entre 770.000 e 129.000 anos atrás).
Uma tentativa de determinar a idade dos fósseis com técnicas de séries de decaimento de urânio e ressonância de spin eletrônico apontou um período entre 154.000 e 176.000 anos como o mais provável  . Mais recentemente, o grupo de Hublin utilizou a técnica de datação por termoluminescência, indicando que ferramentas encontradas no local datavam de 315±34 mil anos atrás, e um molar infantil de Irhoud 3 datava de 286±32 mil anos atrás.  A nova datação dos espécimes os colocaram como os fósseis humanos mais antigos já encontrados até o momento, superando os fósseis de Omo Kibish (195±5 ka), encontrados na Etiópia e comumente considerados como os primeiros humanos anatomicamente modernos. 
Essa descoberta se mostrou como uma quebra de paradigma no conhecimento sobre evolução humana, indicando que talvez os primeiros membros da espécie não tenham vindo do leste africano, mas sim do oeste, ou a partir de uma origem complexa envolvendo todo o continente. Também indica que os primeiros Homo sapiens existiram muito antes do que se esperava em relação à sua saída da África.  A espécie primeiramente se espalhou pelo continente, para então deixá-lo. Essa ideia é fortalecida, também, ao considerar a possível reclassificação do crânio de Florisbad (259±35 ka) , um fóssil encontrado em Florisbad, na África do sul, cuja classificação como Homo sapiens é corroborada pela ideia de que a espécie surgiu antes do que se esperava. 